# Julien Sánchez
Julien Sánchez ( Argenteuil, 19 de octubre de 1983) es un político francés miembro de Agrupación Nacional desde 2000. Alcalde de la pequeña localidad de Beaucaire (Gard), es presidente del grupo de Rassemblement en el Consejo regional de la Región de Occitania. Fue elegido diputado al Parlamento Europeo en las elecciones de 2024.

## Biografía
Julien Sánchez nació el 19 de octubre de 1983 en Argenteuil, Val-d'Oise. Se unió al Frente Nacional en 2000, con solo 16 años. En las elecciones municipales de Beaucaire de 2014, la lista que lideraba ganó en la primera vuelta con el 39,8% de los votos, pero no consiguió la alcaldía. Desde 2020 es alcalde de Beaucaire.